# Germaine de Randamie
Germaine de Randamie (Utrecht, 24 aprile 1984) è una lottatrice di arti marziali miste ed ex kickboxer olandese di origini surinamensi.
Soprannominata The Iron Lady, combatte nella divisione dei pesi piuma per l'organizzazione statunitense UFC, dove è stata la prima campionessa di categoria nel 2017. In passato ha militato anche nella promozione Strikeforce.

## Biografia
Germaine de Randamie è nata ad Utrecht, in Olanda, da genitori di origine surinamense.

## Carriera nelle arti marziali miste

### Ultimate Fighting Championship
All'inizio del 2013 sigla un contratto con la promozione statunitense Ultimate Fighting Championship. La lottatrice olandese compie il suo debutto nell'ottagono il 27 luglio del medesimo anno, quando sfida Julie Kedzie a UFC on Fox 8. Sfruttando gli scambi nel clinch a proprio vantaggio, si aggiudica la vittoria tramite decisione non unanime (30-27 de Randamie, 29-28 Kedzie, 29-28 de Randamie) al termine dei tre round.
La sua prossima avversaria si rivela essere la brasiliana Amanda Nunes, affrontata all'evento UFC Fight Night 31 il 6 novembre seguente. Messa subito in difficoltà dalla pressione dell'avversaria, l'olandese subisce la prima sconfitta in UFC per KO tecnico alla prima ripresa.
Decisa a riscattarsi, affronta quindi Larissa Pacheco a UFC 185 il 14 marzo 2015, imponendosi via KO tecnico in due round. L'11 febbraio 2017, all'evento UFC 208, affronta l'ex campionessa dei pesi gallo Holly Holm in un incontro valido per il nuovo titolo dei pesi piuma femminili UFC, riuscendo a vincere per decisione unanime.
Il 29 luglio seguente, tuttavia, la UFC priva Germaine de Randamie del suo titolo dopo essersi rifiutata di difenderlo contro la brasiliana Cris Cyborg, che poi vincerà la cintura vacante contro la campionessa Invicta FC Tonya Evinger all'evento UFC 214.

## Risultati nelle arti marziali miste
| Risultato | Record | Avversario        | Metodo                                   | Evento                                       | Data              | Round | Tempo | Luogo                      | Note                                                   |
| --------- | ------ | ----------------- | ---------------------------------------- | -------------------------------------------- | ----------------- | ----- | ----- | -------------------------- | ------------------------------------------------------ |
| Vittoria  | 10-4   | Julianna Peña     | Sottomissione tecnica (guillotine choke) | UFC on ESPN: Holm vs. Aldana                 | 4 ottobre 2020    | 3     | 3:25  | Abu Dhabi, Emirati Arabi   | Performance of the Night                               |
| Sconfitta | 9-4    | Amanda Nunes      | Decisione (unanime)                      | UFC 245: Usman vs. Covington                 | 14 dicembre 2019  | 5     | 5:00  | Las Vegas, Stati Uniti     | Per il titolo dei pesi gallo femminili UFC             |
| Vittoria  | 9-3    | Aspen Ladd        | KO tecnico (pugno)                       | UFC Fight Night: de Randamie vs. Ladd        | 13 luglio 2019    | 1     | 0:16  | Sacramento, Stati Uniti    |                                                        |
| Vittoria  | 8-3    | Raquel Pennington | Decisione (unanime)                      | UFC Fight Night: Korean Zombie vs. Rodríguez | 10 novembre 2018  | 3     | 5:00  | Denver, Stati Uniti        | Ritorno nei pesi gallo femminili, incontro catchweight |
| Vittoria  | 7-3    | Holly Holm        | Decisione (unanime)                      | UFC 208: Holm vs. de Randamie                | 11 febbraio 2017  | 5     | 5:00  | Brooklyn, Stati Uniti      | Vince il titolo pesi piuma femminile UFC               |
| Vittoria  | 6-3    | Anna Elmose       | KO tecnico (ginocchiata al corpo)        | UFC Fight Night: Overeem vs. Arlovski        | 8 maggio 2016     | 1     | 3:46  | Rotterdam, Paesi Bassi     | Performance of the Night                               |
| Vittoria  | 5-3    | Larissa Pacheco   | KO tecnico (pugni)                       | UFC 185: Pettis vs. Dos Anjos                | 14 marzo 2015     | 2     | 2:02  | Dallas, Stati Uniti        |                                                        |
| Sconfitta | 4-3    | Amanda Nunes      | KO tecnico (gomitate)                    | UFC: Fight for the Troops 3                  | 6 novembre 2013   | 1     | 3:56  | Fort Campbell, Stati Uniti |                                                        |
| Vittoria  | 4-2    | Julie Kedzie      | Decisione (non unanime)                  | UFC on Fox: Johnson vs. Moraga               | 27 luglio 2013    | 3     | 5:00  | Dallas, Stati Uniti        | Debutto in UFC                                         |
| Vittoria  | 3-2    | Hiroko Yamanaka   | Decisione (unanime)                      | Strikeforce: Rousey vs. Kaufman              | 18 agosto 2012    | 3     | 5:00  | San Diego, Stati Uniti     |                                                        |
| Sconfitta | 2-2    | Julia Budd        | Decisione (unanime)                      | Strikeforce Challengers: Fodor vs. Terry     | 24 giugno 2011    | 3     | 5:00  | Kent, Stati Uniti          | Debutto nei pesi piuma                                 |
| Vittoria  | 2-1    | Stephanie Webber  | KO (ginocchiata)                         | Strikeforce: Diaz vs. Cyborg                 | 29 gennaio 2011   | 1     | 4:25  | San Jose, Stati Uniti      |                                                        |
| Vittoria  | 1-1    | Nikohl Johnson    | Decisione (unanime)                      | Playboy Fight Night 5                        | 11 settembre 2010 | 3     | 5:00  | Los Angeles, Stati Uniti   |                                                        |
| Sconfitta | 0-1    | Vanessa Porto     | Sottomissione (armbar)                   | Revolution Fight Club 2                      | 19 dicembre 2008  | 1     | 3:36  | Miami, Stati Uniti         |                                                        |